# Kristina Yasinskaya
Kristina Yasinskaya (en ruso: Кристина Ясинская; 6 de agosto de 1998) es una deportista rusa que compite en esgrima, especialista en la modalidad de espada. Ganó una medalla de plata en el Campeonato Mundial de Esgrima de 2025, en la prueba por equipos.

## Palmarés internacional
| Campeonato Mundial | Campeonato Mundial | Campeonato Mundial | Campeonato Mundial |
| Año                | Lugar              | Medalla            | Prueba             |
| ------------------ | ------------------ | ------------------ | ------------------ |
| 2025               | Tiflis (Georgia)   | Medalla de plata   | Espada por equipos |